# Бургильос
Бургильос (на испански: Burguillos) е населено място и община в Испания. Намира се в провинция Севиля, в състава на автономната област Андалусия. Общината влиза в състава на района (комарка) Вега дел Гуадалкивир. Заема площ от 42 km². Населението му е 6120 души (по преброяване от 2010 г.). Разстоянието до административния център на провинцията е 23 km.

## Демография
| 1996 | 1998 | 1999 | 2000 | 2001 | 2002 | 2003 | 2004 | 2005 | 2006 |
| ---- | ---- | ---- | ---- | ---- | ---- | ---- | ---- | ---- | ---- |
| 3451 | 3485 | 3498 | 3514 | 3603 | 3680 | 3737 | 3945 | 4142 | 4970 |